# Besze János
Megyeri Besze János (Szendrő, 1811. július 2. – Arad, 1892. október 16.) magyar író, liberális politikus, ügyvéd, országgyűlési képviselő.

## Életpályája

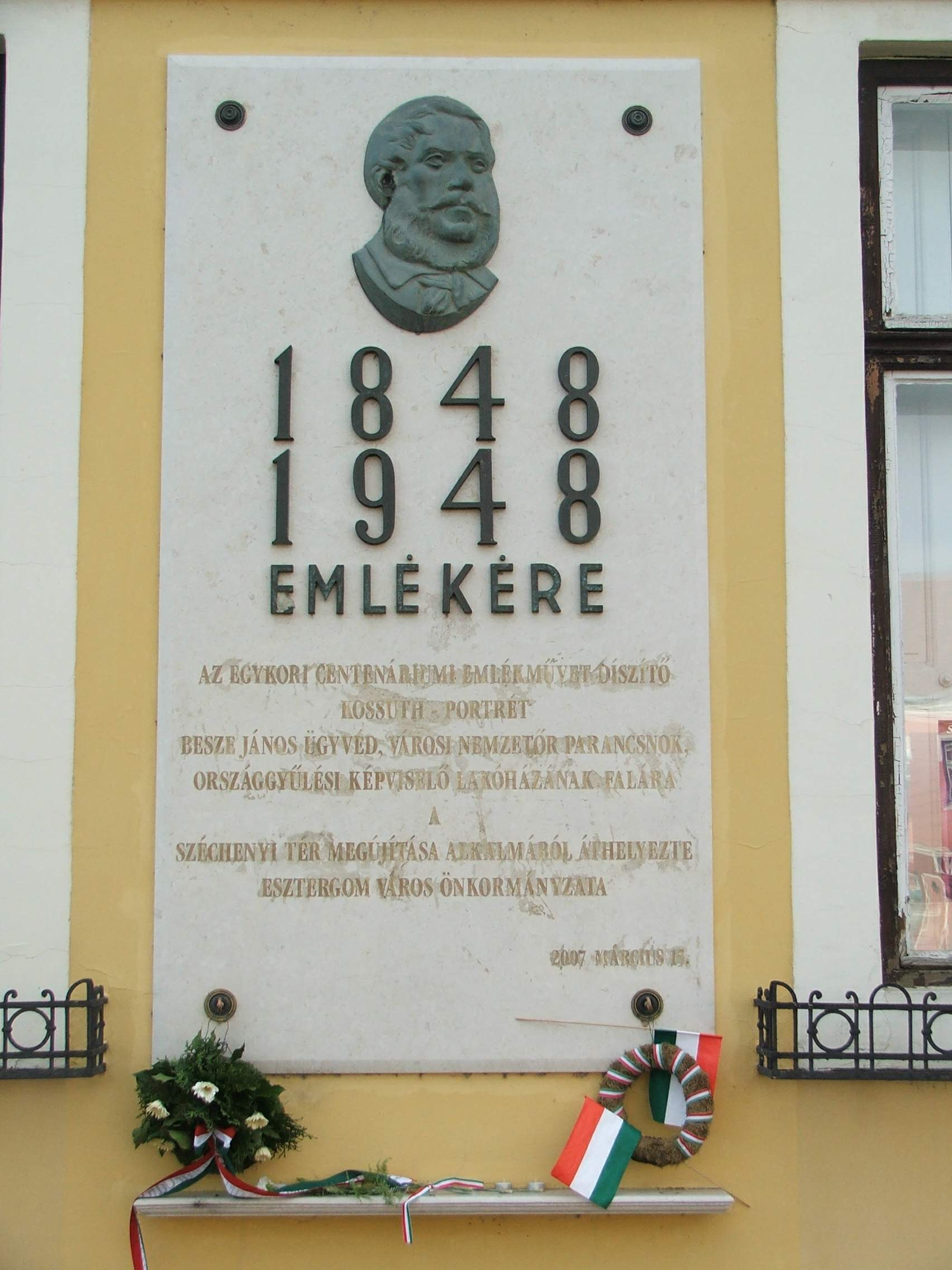
Emléktábla lakóházának falán, Esztergom, Széchenyi tér 10.

Szülei Besze János és Faster Mária voltak. Pozsonyban tanult. Ifjú jogászként Zemplén vármegye követe mellett volt írnok. 1836-ban Esztergomban telepedett le, ahol ügyvédi irodát nyitott. 1848-ban képviselővé választották. Mint az esztergomi nemzetőrök őrnagya egy ideig Komárom alatt szolgált. 1848–1849-ben a borsodi és hevesi népfelkelés szervezője. Részt vett a debreceni országgyűlésen és a népgyűlésekre rendszeresen elkísérte Kossuth Lajost. 1849-től Fejér vármegye kormánybiztosa volt.
A szabadságharc leverése után, 1851-ig bujdosott, de elfogták és halálra, majd kegyelemből tízévi várfogságra ítélték. Ebből kilenc évet töltött le. 1861-ben újra Esztergom képviselője volt. Eleinte a Határozati Párthoz tartozott, majd 1865-ben Deák Ferenc pártjához csatlakozott. 1865–1868 között a mohácsi választókörzetben volt vizsgálóbiztos. 1869-ben a pénzügyi törvényszék elnöke volt. 1886-ban Aradra költözött.

## Művei
- Szózat a haladás barátaihoz (Esztergom, 1841)
- Papi nőtlenség (Esztergom, 1848)
- Szebb jövőnk kulcsa (Pest, 1865)
- Helyzetünk fekete rámába foglalt tükre (Budapest, 1875)
- Történelmi bölcsészet vázlata (Szeged, 1885)
- Öreg szabadkőműves hattyúdala (Nagyszentmiklós, 1888)